# Diaphorit
Diaphorit ist ein eher selten vorkommendes Mineral aus der Mineralklasse der „Sulfide und Sulfosalze“. Es kristallisiert im monoklinen Kristallsystem mit der chemischen Zusammensetzung Pb2Ag3Sb3S8, besteht also aus Blei, Silber, Antimon und Schwefel und zählt zur Gruppe der Ternäre Sulfosalze.
Diaphorit ist in jeder Form undurchsichtig (opak) und entwickelt prismatische, parallel der Längsachse gestreifte Kristalle mit metallischem Glanz. Das Mineral hat eine stahlgraue Farbe und Strichfarbe, zeigt auf polierten Flächen jedoch eine weiße bis gräuliche Reflexionsfarbe.
Aufgrund der Namensähnlichkeit besteht Verwechslungsgefahr mit dem Aluminiumhydroxid Diaspor.

## Etymologie und Geschichte
Erstmals beschrieben wurde Diaphorit 1871 durch Victor Leopold Ritter von Zepharovich, der das Mineral nach dem altgriechischen Wort διαφορά [diaphorá] für Verschiedenheit oder Unterschied benannte. Zepharovich wollte mit diesem Namen auf die Verschiedenheit vom chemisch ähnlichen Freieslebenit hinweisen.
Um endlich Klarheit in Bezug auf das seit der Entdeckung des Freieslebenits mehrfach unterschiedlich beschriebene Kristallsystem zu erhalten, analysierte Zepharovich verschiedene Mineralproben, die er unter anderem von der Universität Wien und der Universität Prag erhielt. Da diese Proben hauptsächlich aus der Neue Hoffnung Gottes Fundgrube bei Bräunsdorf (Oberschöna) in Mittelsachsen (Deutschland) und Příbram in Mittelböhmen (Tschechien) stammten, gelten beide Fundorte als Typlokalität. Bei seinen Untersuchungen entdeckte Zepharovich neben dem Freieslebenit das bisher unbekannte Mineral Diaphorit. Seinen Analysen zufolge handelte sich dabei um Modifikationen mit der bis auf geringe Differenzen gleichen chemischen Zusammensetzung Ag4Pb3Sb4S11, wobei er die rhombische Modifikation als Diaphorit und die monokline Modifikation als Freieslebenit bezeichnete.
Mit seinen Ergebnissen hatte Zepharovich allerdings nur insoweit Recht, als dass es sich hier um zwei unabhängige Minerale handelte. Chemische Zusammensetzung und Kristallstruktur mussten allerdings aufgrund neuerer Untersuchungen durch Erwin Hellner 1959 auf die bis heute gültigen Angaben Ag3Pb2Sb3S8 (bzw. kristallchemisch korrekt Pb2Ag3Sb3S8) und monoklin korrigiert werden.

## Klassifikation
In der veralteten 8. Auflage der Mineralsystematik nach Strunz gehörte der Diaphorit zur Mineralklasse der „Sulfide und Sulfosalze“ und dort zur Abteilung „Komplexe Sulfide (Sulfosalze)“, wo er gemeinsam mit Owyheeit in der Gruppe „Diaphorit-Schirmerit“ mit der Systemnummer II/D.05d steht.
In der zuletzt 2018 überarbeiteten Lapis-Systematik nach Stefan Weiß, die formal auf der alten Systematik von Karl Hugo Strunz in der 8. Auflage basiert, erhielt das Mineral die System- und Mineralnummer II/E.17-030. Dies entspricht der Klasse der „Sulfide und Sulfosalze“ und dort der Abteilung „Sulfosalze (S : As,Sb,Bi = x)“, wo Diaphorit zusammen mit Freieslebenit, Marrit, Owyheeit und Zoubekit eine unbenannte Gruppe mit der Systemnummer II/E.17 bildet.
Die von der International Mineralogical Association (IMA) zuletzt 2009 aktualisierte 9. Auflage der Strunz’schen Mineralsystematik ordnet den Diaphorit in die Klasse der „Sulfide und Sulfosalze (Sulfide, Selenide, Telluride, Arsenide, Antimonide, Bismutide, Sulfarsenide, Sulfantimonide, Sulfbismutide)“ und dort in die Abteilung „Sulfosalze mit PbS als Vorbild“ ein. Hier ist das Mineral in der Unterabteilung „Galenit-Derivate mit Blei (Pb)“ zu finden, wo es als einziges Mitglied eine unbenannte Gruppe mit der Systemnummer 2.JB.05 bildet.
In der vorwiegend im englischen Sprachraum gebräuchlichen Systematik der Minerale nach Dana hat Diaphorit die System- und Mineralnummer 03.05.04.01. Das entspricht der Klasse der „Sulfide und Sulfosalze“ und dort der Abteilung „Sulfosalze“. Hier findet er sich innerhalb der Unterabteilung „Sulfosalze mit dem Verhältnis 2,5 < z/y < 3 und der Zusammensetzung (A+)i (A2+)j [ByCz], A = Metalle, B = Halbmetalle, C = Nichtmetalle“ als einziges Mitglied in einer unbenannten Gruppe mit der Systemnummer 03.05.04.

## Kristallstruktur
Diaphorit kristallisiert monoklin in der Raumgruppe P21/a (Raumgruppen-Nr. 14, Stellung 3) mit den Gitterparametern a = 15,85 Å; b = 5,90 Å; c = 17,92 Å und β = 116,4° sowie 4 Formeleinheiten pro Elementarzelle.

## Bildung und Fundorte
Diaphorit bildet sich hydrothermal in mittelgradigen Erz-Gängen, wo er meist in Paragenese mit Galenit, Miargyrit, Sphalerit, Pyrargyrit, Pyrit und anderen Sulfidmineralen, aber auch Siderit und Quarz auftritt.
Als eher seltene Mineralbildung kann Diaphorit an verschiedenen Fundorten zum Teil zwar reichlich vorhanden sein, insgesamt ist er jedoch wenig verbreitet. Bisher (Stand 2013) gelten rund 110 Fundorte als bekannt.
In Deutschland konnte das Mineral neben seiner Typlokalität „Neue Hoffnung Gottes Fundgrube“ bei Bräunsdorf noch in der Grube „Alte Hoffnung Gottes“ bei Kleinvoigtsberg und der Grube „Beschert Glück“ bei Zug im Kreis Freiberg in Sachsen, in der Grube „Claus-Friedrich“ bei Sankt Andreasberg in Niedersachsen und der Grube „Friedrich-Christian“ im Wildschapbachtal bei Schapbach in Baden-Württemberg gefunden werden.
In Tschechien trat Diaphorit neben seiner Typlokalität Příbram noch in deren Stadtteil Březové Hory sowie bei Malovidy, Kutná Hora (Kaňk, Poličany) und Jáchymov auf.
In Österreich sind unter anderem die Kreuzeckgruppe (Niedermüller Alp, Plattach) und Rottenstein (Gemeinde Steinfeld) in Kärnten sowie Straßegg nahe Gasen, Feistritzwald, Inneres Kaltenegg nahe Rettenegg und Graschnitzgraben bei Sankt Marein im Mürztal (Fischbacher Alpen) in der Steiermark als Fundort für Diaphorit bekannt.
Weitere Fundorte liegen unter anderem in Argentinien, Australien, Bolivien, China, Frankreich, Georgien, Griechenland, Indien, Italien, Japan, Kanada, Kolumbien, Mexiko, Norwegen, Peru, Rumänien, Russland, Schweden, der Slowakei, Spanien, Südkorea, Tadschikistan, Usbekistan und den Vereinigten Staaten von Amerika.